# きょうの料理大賞
きょうの料理クッキングコンテスト（きょうのりょうりクッキングコンテスト）は、NHK Eテレの番組「きょうの料理」が主催する一般視聴者参加の料理コンクールの題名である。

## 概要
コンクールは大きく料理大賞部門と特別部門の2つのカテゴリーからなり、視聴者がそれぞれ独創性溢れる家庭料理のアイデアレシピを募集する。
2014年度のコンクールは「大切な人に贈る一皿」と「地元盛り上げ料理」の2つの審査部門で募集し、前者は家庭のメインディッシュになるようなレシピを、また後者は郷土の食材をふんだんに使ったふるさとの料理を募集することになっている。また過去に特別部門として、「お菓子」と高校生年代までを対象とした「ジュニアのアイデア料理」の募集が行われたことがあった。
2004年度の第14回大会から書類審査終了後、料理大賞部門は全国6ヶ所で予選会を行い、その優秀作品が東京である決勝審査会に進出する。
この模様はEテレ（年によってBS2や総合テレビ）で特別番組として毎年年末に放送されるほか、翌年のきょうの料理の番組内やテキスト（日本放送出版協会）で紹介される。
2010年は10月31日に「きょうの料理 クッキングコンテスト2010」として10:05 - 11:35に生放送（リアルタイム字幕放送も実施）。
- この日、以下の放送局は別番組に差し替えとなった。
  - 北海道・室蘭局（胆振・日高地域）「第25回NHK杯争奪中学・高校アイスホッケー大会」（後日放送もおこなわれなかった。）
  - 四国地方「第63回秋季高校野球四国大会－決勝－」（後日放送は11月3日の10:05から松山局出しで行なわれた。字幕放送も実施。）